# Фотогенерація (фотокаталіз)
Фотогенерація (англ. photogeneration, рос. фотогенерация) — у фотокаталізі — частковий випадок (типовий етап для твердих фотокаталізаторів) фотозбудження, яке приводить до утворення вільних носіїв (пари електрон—дірка), екситонів, електронів у зоні провідності та дірок у валентній зоні, при поглинанні світла напівпровідником чи ізолятором.